# Teresa Capell Capell
Teresa Capell Capell   (Torregrossa, segle XX) és una bioenginyera catalana.
El 1990 va llicenciar-se en farmàcia per la Universitat de Barcelona i el 1994 va obtenir un doctorat en la mateixa disciplina. Va treballar en recerca de biologia molecular al John Innes Centre de Norwich i a Alemanya entre 2002 i 2004. Finalitzada aquesta etapa, va tornar a Lleida per liderar el Departament de Producció Vegetal i Ciència Forestal de la Universitat de Lleida, on va ser professora agregada entre 2009 i 2011 i posteriorment catedràtica. Està especialitzada en els camps de bioenginyeria agrària i vegetal.
El 2020 va ser guardonada amb la Creu de Sant Jordi.